# 天音里望
天音 里望（あまね さとみ、本名：渡部千春、1973年（昭和48年） - ）は、日本の演歌歌手。山形県東田川郡余目町（現・庄内町）出身。学習塾経営者。

## 略歴
- 1973年（昭和48年） - 山形県東田川郡余目町余目新田に生れる。
- 1992年（平成4年） - 酒田南高等学校卒業
  - 鎌倉女子大学入学
- ロックバンドの一員となりボーカルを担当する。
- 同大学卒業
- 1999年（平成11年） - 庄内歌謡選手権大会・第16代チャンピオン
- 2008年（平成20年） - 山形県歌謡選手権大会・第27代グランプリチャンピオン
- 2009年（平成21年）2月 - 後援会長の佐藤武夫が作詞作曲したオリジナル曲『飛島育ち』が作られる。
- 2010年（平成22年）2月 - レコード会社ウェブクウと契約

## シングルCD
1. 飛島育ち（2010年3月EMIミュージック・ジャパン） - 作詞・作曲：佐藤武夫

## 参考資料
- コミュニティー新聞社『コミュニティーしんぶん』2010年1月22日号